# La mòmia (pel·lícula de 1959)
La mòmia (títol original en anglès: The Mummy) és una pel·lícula britànica dirigida per Terence Fisher, estrenada el 1959. Aquesta pel·lícula ha estat doblada al català.

## Argument
Tres arqueòlegs anglesos (John Banning, el seu pare Stephen Banning, així com el seu oncle Joseph Whemple) descobreixen la tomba de la princesa Ananka, la gran sacerdotessa egípcia del temple de Karnak, morta fa quatre mil anys. Són víctimes d'una maledicció per haver despertat el guàrdia consagrat de la tomba, la mòmia Kharis.

## Repartiment
- Peter Cushing: John Banning
- Christopher Lee: Kharis, la mòmia
- Yvonne Furneaux: Isabelle Banning / Príncesa Ananka
- Eddie Byrne: Inspector Mulrooney
- Harold Goodwin: Pat
- John Stuart: el Coronel
- Raymond Huntley: Joseph Whemple
- George Pastell: Mehemet Bey
- Michael Ripper: el borratxo
- George Woodbrigde :Agent de policia Blake